# Laughingstock
Laughingstock（ラフィングストック）はCANDYMANの1枚目のアルバム。2008年6月22日に、公式サイトから通販限定およびライブ会場限定で発売された。

## 内容
本作リリース後の翌年3月に解散したため、CANDYMANにとっては、唯一のオリジナルアルバム。
シングル5曲(カップリング曲含む)を含む全11曲で、シングル曲は全てアルバムバージョンとして収録。主に作詞を及位"CANDY"平、作曲を安保"Suginho"一生が担当している（#7のみ、及位が担当）。また、プロデューサーおよびディレクターは、安保"Suginho"一生が務めており、レコーディング・ミキシングも全て安保が担当した。
本作のリリースを記念して、発売日同日に新宿MARZでレコ発ライブが開催された。
2014年2月現在は、安保"Suginho"一生の公式サイト『INTERSTELLAR PRODUCTION』のShop内のみで販売を行っており、現在も購入が可能である。また、公式サイトの『DISCOGRAPHY』にて、本作のDIGESTが試聴可能であり、『SPECIAL』では、各メンバーのライナーノーツが掲載されている。

## 収録曲
1. 病み男
エフエムわいわい「内藤勇樹のMaster piece Mix」2008年7月度オープニングテーマ[4]。
2. Fatman [Album ver.]
3. 夜を踏め
4. Arms [Album ver.]
5. 僕ストーカー
6. 老人A [Album ver.]
7. Play Hand
8. Kimigayo [Album ver.]
9. やっつけ仕事
10. Mt.Needle [Album ver.]
11. Live

- 全曲作詞：及位"CANDY"平　作曲：安保"Suginho"一生（#5のみ作曲：及位"CANDY"平）

## 参加ミュージシャン
- ボーカル：及位"CANDY"平
- ギター、ピアノ、キーボード、プログラミング：安保"Suginho"一生
- ベース：小本"P"克也
- ドラムス：南都亮二（#8,9）
- ゲストボーカル：Masayasu"Sonte"Tamura（#6）,Lisa（#9,10）